# Obohacování uranu
Obohacování uranu je klíčový proces v jaderné energetice, který slouží k úpravě izotopického složení přírodního uranu tak, aby mohl být použit pro různé aplikace. Přírodní uran se skládá z 99,275 % z 238U, 0,72 % 235U a 0,005 % 234U. Tento postup významně mění koncentraci uranu-235, štěpitelného izotopu, v daném vzorku uranu. Rozdílným stupněm obohacení lze uran upravit pro různé aplikace od paliva pro jaderné reaktory až po materiál pro jaderné zbraně. Během obohacování vzniká obohacený a ochuzený uran. Ochuzený uran se zpravidla považuje za vedlejší produkt, ale i ochuzený uran má mnoho využití v jaderné energetice. Fyzikální i chemické vlastnosti izotopů jsou téměř identické, což ztěžuje jejich separaci. Separační metody jsou proto velmi sofistikované a nákladné.

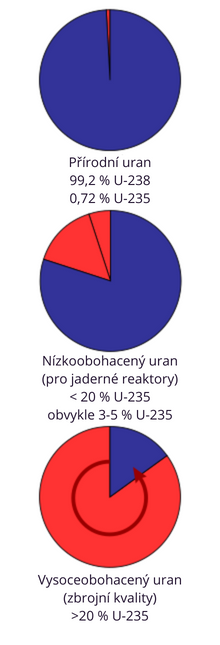
Stupeň obohacení uranu podle využití

## Historie

### První obohacovací experimenty
První separaci dvou izotopů provedl v roce 1931 Harold Urey, když s pomocí frakční destilace kapalného vodíku separoval deuterium. Velký pokrok přinesl Francis Aston, který pomocí hmotnostního spektrometru změřil hmotnost většiny stabilních izotopů. Prokázal, že hmotnosti jednotlivých izotopů jsou téměř celá čísla a atomové hmotnosti prvků jsou dány průměrem hmotností zastoupených izotopů. V roce 1934 Jesse Beams demonstroval separaci izotopů chloru 35Cl a 37Cl s pomocí odstředivky.
Myšlenka obohacování uranu je stejně stará jako samotný objev štěpení. Ihned po objevu štěpení v roce 1938 se začalo spekulovat, zda je štěpení způsobené oběma izotopy nebo jen 235U. John Dunning a Niels Bohr byli silní zastánci hypotézy s 235U, zatímco podle Enrica Fermiho byl podíl obou izotopů stejný. V případě, že by byl štěpný jen 235U, bylo by možné ho náročným procesem separovat a zvýšit tak míru štěpení 139krát, což by umožnilo existenci jaderné zbraně. Pro první účelnou separaci izotopů byl použit hmotnostní spektrometr, který během měření separuje izotopy v magnetickém poli podle hmotnosti. Tento experiment úspěšně provedl jako první Alfred Nier v dubnu 1940, kdy se mu podařilo obohatit několik mikrogramů uranu. Do komory hmotnostního spektrometru byl napuštěn plyn UBr4 nebo UCl4, poté byl ionizován elektrickým polem a rozdělen na izotopy podle hmotnosti. Svazky iontů se následně usadily na platinovém terči. První vzorky obohaceného a ochuzeného uranu byly použity pro potvrzení hypotézy, že za štěpení pomalými neutrony je zodpovědný izotop 235U. Bylo však jasné, že pro praktické využití je potřeba větší množství než několik mikrogramů, bylo proto potřeba najít lepší metodu obohacování. Během roku 1941 proběhly experimenty s několika metodami, z nichž nejslibnější byla plynná difuze.

### Projekt Manhattan
Během projektu Manhattan bylo rozhodnuto, že pro co nejrychlejší dokončení atomové bomby budou použity všechny dostupné metody společně. Jako první bylo v listopadu 1943 spuštěno obohacovací středisko Y-12. Obohacování bylo založené na elektromagnetické separaci v 1152 kalutronech (speciálních hmotnostních spektrometrech určených k separaci izotopů uranu) uspořádaných v 17 smyčkách (racetrack) po 86 nebo 36 kalutronech. Předpokládaná produkce obohaceného uranu byla 65 gramů uranu na den neboli 23 kg za rok. I přes tehdejší optimistické odhady 30 kg obohaceného uranu na jednu bombu nebyla tato kapacita sama o sobě dostatečná. Produkce obohaceného uranu byla navíc prvních několik měsíců mnohem nižší, než se předpokládalo a trvalo dlouhou dobu než byly problémy vyřešeny.
Během roku 1944 bylo postaveno obohacovací středisko K-25, které využívalo plynnou difuzi. K-25 se potýkalo s velkými problémy s korozí materiálu membrány, což limitovalo maximální výsledný stupeň obohacení. Bylo proto potřeba nízkoobohacený uran z plynné difuze dále obohacovat s pomocí elektromagnetické separace.

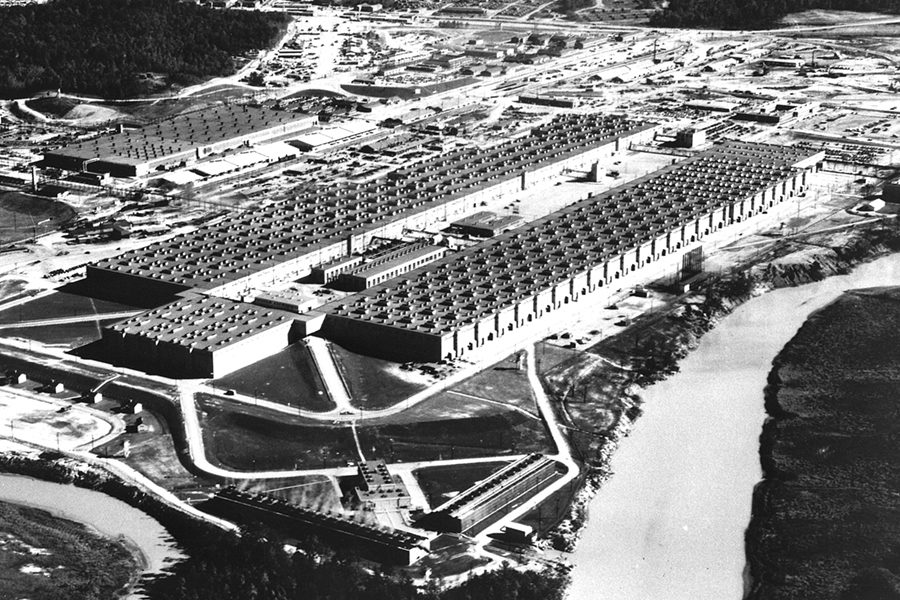
Letecká fotografie obohacovacího závodu K-25

Kvůli vysoké energetické náročnosti obohacování byla v areálu K-25 postavena uhelná elektrárna. Zatímco K-25 se potýkalo se značným zpožděním, elektrárna byla hotová již v létě 1943 bez využití a kalutrony v Y-12 musely náročně obohacovat přírodní uran. Jako dočasné řešení bylo navrženo postavit obohacovací středisko S-50, které využívalo tepelnou difuzi a vodní páru z elektrárny jako zdroj tepla. Stavba začala 9. července 1944, v listopadu byla zprovozněna třetina kapacity a i přes netěsnosti potrubí dosáhlo středisko plného výkonu v lednu 1945. Zařízení mělo za úkol obohacovat přírodní uran.
Ve finále byl uran obohacován třemi metodami: z 0,7 % na 1,2 % s pomocí tepelné difuze v S-50, z 1,2 % na 23 % plynnou difuzí v K-25 a z 23 % na finálních 86 % elektromagnetickou separací v Y-12.

### Závody ve zbrojení
USA nebyly jedinou zemí, která se snažila o výrobu jaderné zbraně. Již během války se SSSR, Německo a Japonsko pokoušelo získat obohacený uran, avšak bez úspěchu. Všechny tři země se potýkaly se stejnými technologickými problémy jako USA, nebyly však schopny tyto problémy včas překonat. Po jaderném výbuchu v Hirošimě se ukázalo, že jaderné zbraně jsou technologicky možné a SSSR se rozhodl zintenzivnit úsilí na získání jaderné zbraně. Díky špionáži se SSSR podařilo dohnat USA, v roce 1949 otestovat svou vlastní jadernou zbraň a během následujících dvou desetiletí obě země vytvořily desetitisíce jaderných zbraní. Pro výrobu obohaceného uranu byla využita téměř výhradně plynná difuze.
Obohacovací závody byly také postaveny například ve Francii, Velké Británii, Západním Německu, Brazílii, Číně, Indii, Pákistánu, Íránu a Jihoafrické republice jak pro vojenské, tak i pro výzkumné účely. Jihoafrická republika se jako jediná vydala cestou aerodynamické separace.

### Obohacený uran pro civilní využití
V polovině 60. let došlo na západě k omezení výroby nových jaderných hlavic a velká část obohacovacích závodů už nebyla potřeba. Na počátku 70. let se však začala rozvíjet civilní jaderná energetika a došlo tak k nárůstu poptávky po nízkoobohaceném uranu. Ve stejné době došlo k významnému technologickému pokroku v oblasti centrifugální separace, která byla ekonomicky výhodnější než plynová difuze, zejména na menším měřítku.

### Současnost
Všechny obohacovací závody na světě používají od roku 2013 centrifugální separaci. Jedinou výjimkou je obohacovací závod Pilcaniyeu v Argentině, který používá od roku 2015 plynnou difuzi. V roce 2020 byla celková separační kapacita přes 60 MSWU/rok, z toho 27,7 MSWU/rok se nachází v Rusku, 7,5 MSWU/rok ve Francii, 6,3 MSWU/rok v Číně a 4,9 MSWU/rok v USA.

## Metody obohacování

### Elektromagnetická separace

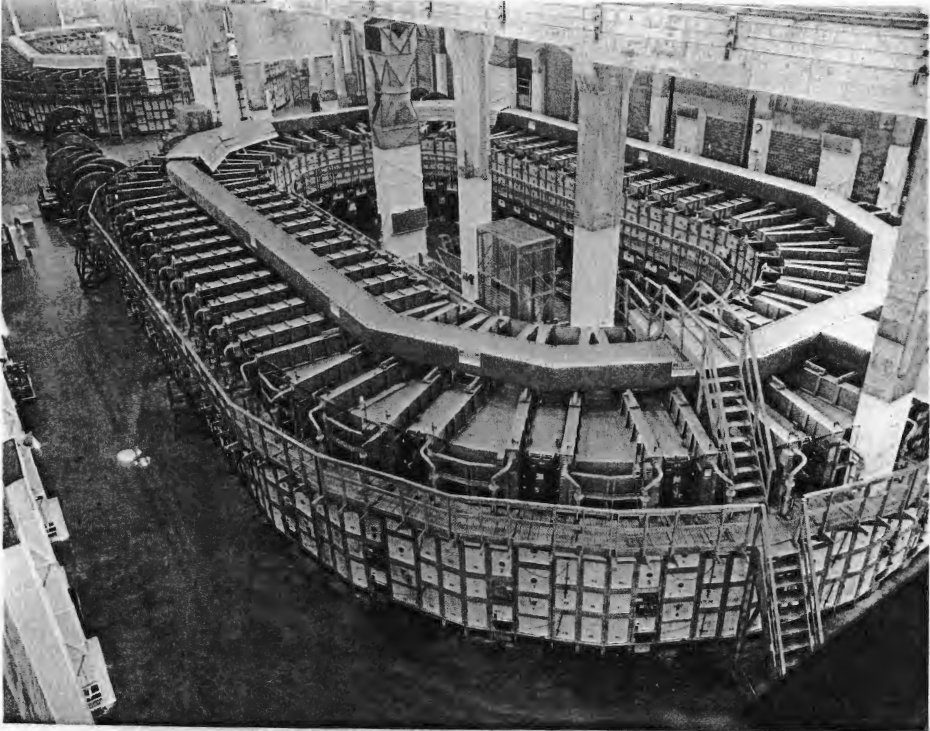
Kalutron pro elektromagnetické obohacování uranu

Technické zařízení pro elektromagnetickou separaci se nazývá kalutron a jde vlastně o zvětšenou verzi hmotnostního spektrometru. Letící elektricky nabité ionty separovaného materiálu jsou zde oddělovány působením magnetického pole, které zakřivuje jejich dráhu podle hmotnosti příslušné částice. Zařízení poskytuje vynikající separační schopnosti, avšak jeho praktická účinnost je velmi nízká. Je schopno pracovat pouze s velmi nízkými koncentracemi dělených iontů, z nichž je ještě značná část ztracena uvnitř dělícího bloku. Výsledně je pak spotřeba energie, nutná pro výrobu jednotkového množství obohaceného uranu, vyšší než u méně účinných separačních technik, které však vykazují mnohem nižší energetickou náročnost.

### Plynná difuze
Rozdílných difuzních koeficientů plynů se často využívá pro oddělování molekul s výrazně odlišnými hmotnostmi. V případě oddělování plynných sloučenin 238U a 235U je rozdíl hmotností obou molekul (UF6) velmi malý a pro dosažení vysokého stupně separace je třeba tento postup opakovat až několika tisícinásobně. Provozní zařízení pak obsahuje stovky kaskád jednotlivých separačních stupňů, kdy v každém z nich prochází dělený plyn porézní přepážkou, která zpomaluje těžší molekuly a lehčí tak postupují kaskádou o něco málo rychleji. Tato technika byla použita například pro přípravu štěpného materiálu pro výrobu první atomové bomby na světě v USA.

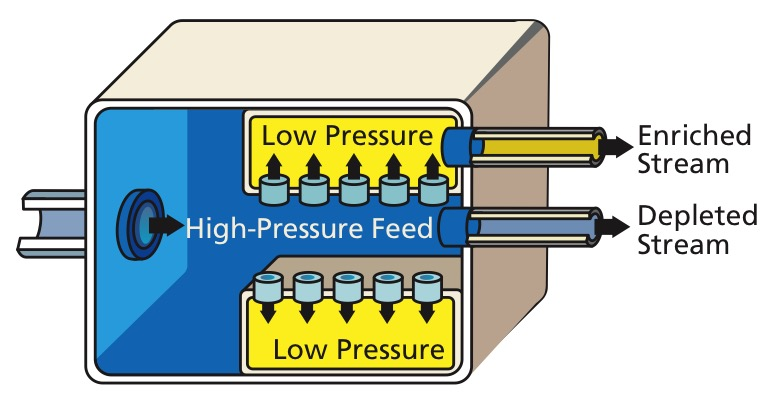
Schéma principu plynné difuze

Obdobně lze využít i rozdílu difuzních koeficientů molekul rozpuštěných v kapalině. Platí zde obdobné závislosti jako pro difuzi v plynech. Hlavním ekonomickým problémem pro separaci uranu je v tomto případě mimořádná energetická náročnost, protože navržené technologie bylo nutno provozovat za poměrně vysokých teplot.

### Centrifugální separace
V centrifuze o vysokých otáčkách (až 50 000 ot/min) dochází k dělení molekul UF6 podle jejich hmotnosti na základě rozdílného momentu hybnosti pohybujících se částic. Tento systém pracuje poměrně efektivně i pro poměrně hmotné částice s pouze mírně odlišnými hmotnostmi a jeho účinnost je závislá především na rychlosti otáčení centrifugy.
Pro dělení izotopů uranu se tento systém prakticky výlučně prosadil v 70. letech 20. století a je dnes hlavním průmyslovým zdrojem obohaceného uranu. Dříve se obvykle používaly rotačky s ocelovými lopatkami, dosahujícími rychlosti kolem 330 m/s (rychlost zvuku), v současné době[kdy?] se však prosazují materiály z uhlíkových vláken s rychlostí 600 m/s a teoretické možnosti využití vlastností kevlaru dávají předpoklad dosáhnout až 1 100 m/s.

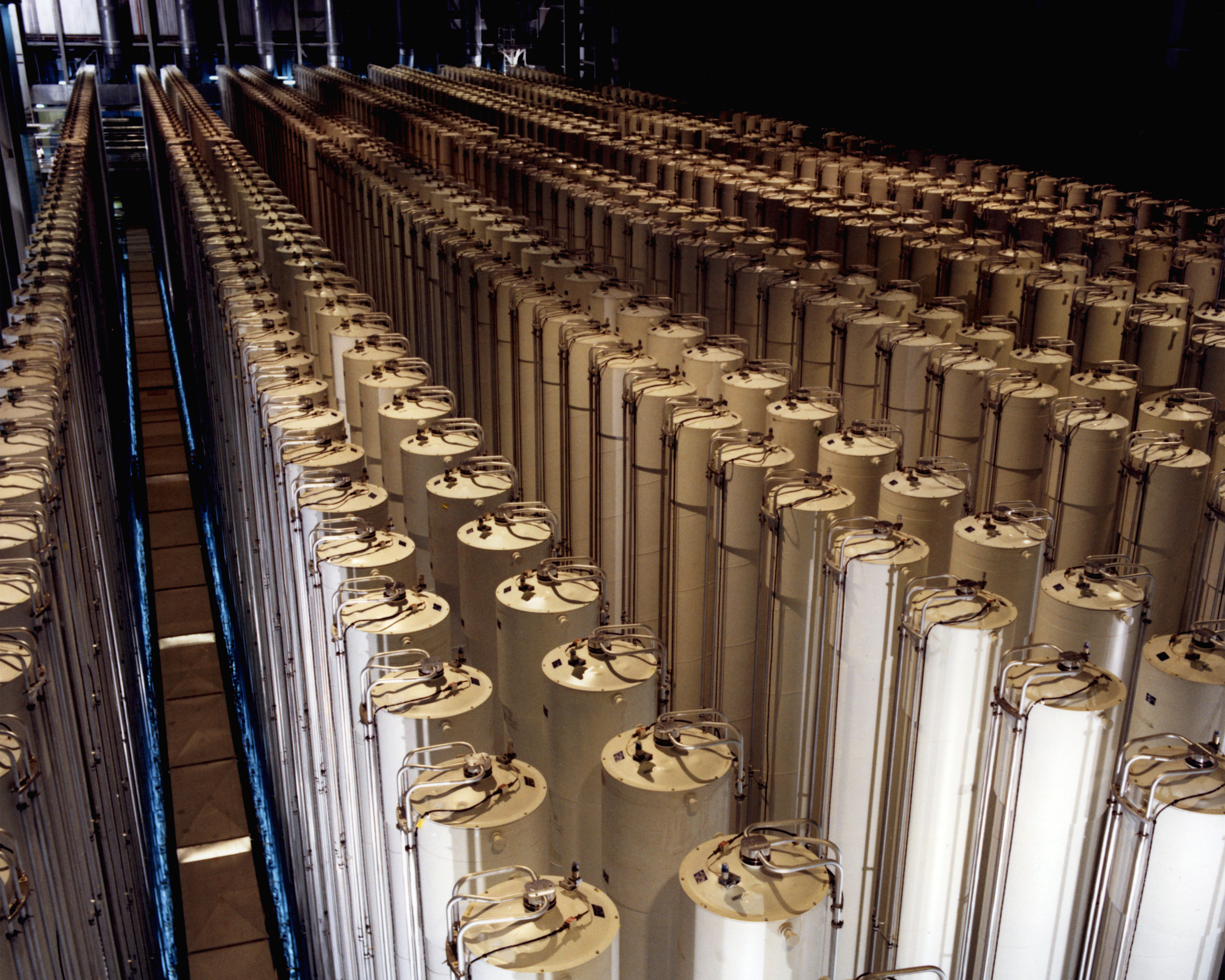
Kaskády plynových odstředivek pro obohacování uranu

Pro výrobu kvalitního štěpného materiálu je stále nezbytné použití kaskád odstředivek v řádu několika stovek až tisíc kusů, přesto je energetická náročnost procesu výrazně nižší, než při difuzním dělení izotopů.

### Ionizace laserem
Princip metody spočívá ve skutečnosti, že velmi jemně naladěný laser může svým zářením excitovat pouze plynné atomy jednoho izotopu děleného prvku, zatímco zbývající izotopy zůstávají v základním stavu. Ionizované izotopy potom lze oddělit elektromagneticky nebo po reakci s nějakou chemickou látkou.
Tato teoreticky perspektivní technika je v současné době[kdy?] testována pouze v laboratorním měřítku a nikdy nebyla použita pro separaci izotopů uranu pro komerční využití. Základním problémem je přitom skutečnost, že energetické rozdíly potřebné pro vybuzení dvou podobných izotopů jednoho prvku jsou velmi malé a je technicky obtížné vyladit laser do takového stavu, aby excitoval přednostně pouze vybraný izotop. Zkráceně se metoda označuje jako AVLIS (atomic vapor laser isotope separation).
Jedná-li se o molekuly UF6, tak se metoda označuje MLIS (molecular laser isotope separation) či SILEX (Separation of Isotopes by Laser Excitation).

### Chemická separace
Navzdory časté představě se izotopy liší nejen ve fyzikálních, ale i chemických vlastnostech. Tyto rozdíly jsou sice velmi malé, ale i přesto se dají využít pro obohacování uranu. Proces obohacování je založen na rozdílném zastoupení izotopů ve výchozích látkách a produktech chemické reakce. Výzkum procesu začal již ve 40. letech během projektu Manhattan. Metoda však nebyla připravená pro využití a potýkala se s mnoha technologickými problémy. V 60. a 70. letech se metoda opět stala atraktivní díky japonskému a francouzskému výzkumu a zvýšenému zájmu o nízkoobohacený uran pro jaderné reaktory.
Japonský proces ACEP je založen na separaci izotopů s pomocí iontových měničů v systému měnič iontů(UIV) - roztok(UVI). Těžší 238U má tendenci mít nižší oxidační stupeň než 235U a z roztoku se proto vylučuje více než 235U. Separační faktor procesu je srovnatelný s difuzí, tedy 1.001 - 1.003. ACEP proces byl perspektivní, bylo ale zřejmé, že proces není konkurenceschopný a nikdy neopustil poloprovozní měřítko.
Francouzský CHEMEX proces byl o něco úspěšnější. Proces je založen na kapalinové extrakci UIV a UIII. Organická fáze byla původně na bázi crownetherů, později se přešlo na roztok tributylfosfátu (TBP) a xylenu. Vodní fáze je tvořena roztokem kyseliny chlorovodíkové. Proces je téměř identický kapalinové extrakci při získávání uranu nukleární čistoty a zpracovávání vyhořelého paliva. Separační faktor procesu je kolem 1,0027. Na rozdíl od ACEP byl tento proces považován za konkurenceschopný a byl propagován jako proliferaci odolný. Kvůli dlouhému času dosažení ekvilibria a riziku kritičnosti uvnitř roztoku je prakticky nemožné proces použít pro výrobu vysoceobohaceného uranu.
V 80. letech byla chemická separace studována i v Československu na FJFI a později na Ústavu jaderných paliv na Zbraslavi. Proces byl založen na tzv. koncentračním kinetickém izotopovém jevu iontově výměnných reakcí 235U(UIV) a 238U(UVI). Bylo zjištěno, že v případě správného typu sorbentu a složení roztoku je možné dosáhnou separačních faktorů přes 1.01. Výzkum byl v roce 1990 ukončen z důvodu nedostatku financí.

### Aerodynamická separace

Schéma aerodynamického obohacování uranu

Aerodynamická separace využívá pro obohacování mechaniku proudění plynů. Na bázi aerodynamické separace fungují dvě metody obohacování.
Trysková metoda funguje na principu analogickému elektromagnetické separaci. Směs plynného UF6 a H2 je pomocí čerpadel urychlena až na supersonické rychlosti z velmi malé trysky a pomocí duté stěny je proud plynu zakřiven. Těžší molekuly s 238U jsou kvůli vyšší hybnosti zakřiveny méně, a je tak možné je oddělit. Metoda není příliš technologicky náročná, má však relativně vysokou spotřebu energie.
Vírová metoda využívá vírové trubice, do které je směs plynů vstřikována ze strany, což způsobuje vířivé proudění. Izotopy jsou separovány na základě vzniklých odstředivých sil podobně jako v odstředivkách. Metoda byla vyvinuta v Jihoafrické republice, kde byla využita pro výrobu obohaceného uranu pro tamější vojenský jaderný program. Mezi lety 1969 a 1990 byly touto metodou vyprodukovány stovky kilogramů vysoceobohaceného uranu.

Schéma vírové trubice

### Tepelná difuze

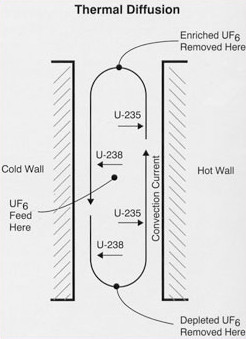
Schéma tepelné difuze

Tepelná difuze je obohacovací metoda založena na Soretově jevu, který způsobuje různou migraci molekul v prostředí s teplotním gradientem. Zatímco lehké molekuly migrují do teplejších oblastí, těžší molekuly mají naopak tendenci migrovat do chladnějších míst, čímž dochází k jejich separaci. Experimenty s touto metodou byly prováděny během druhé světové války v USA, Německu a Japonsku. Kapalinová tepelná difuze byla použita v obohacovacím závodu S-50 pro získání obohaceného uranu pro jadernou bombu Little boy.

## Jednotka separační práce
Jednotka separační práce (anglicky separation work unit, SWU) je veličina, která udává námahu potřebnou s separaci dvou izotopů uranu. Závisí na koncentraci izotopu ve vstupním materiálu, finálním obohacení, koncentraci izotopu v ochuzeném materiálu a množství (hmotnosti) finálního produktu. Používá se pro určování nákladů na výrobu jaderného paliva. Spotřeba energie, doba obohacování a cena je přímo úměrná separační práci a závisí na konkrétním způsobu obohacování.

## Separační závody ve světě
| Název            | Země           | Metoda obohacování     | Kapacita (kSWU/rok) |
| ---------------- | -------------- | ---------------------- | ------------------- |
| Pilcaniyeu       | Argentina      | Plynná difuze          | 20                  |
| Lan-čou          | Čína           | Plynná difuze          | 900                 |
| Tricastin        | Francie        | Plynná difuze          | 10800               |
| Paducah          | USA            | Plynná difuze          | 11300               |
| Portsmouth       | USA            | Plynná difuze          | 7400                |
| Resende          | Brazílie       | Centrifugální separace | 7                   |
| Chan-čung        | Čína           | Centrifugální separace | 1000                |
| Lan-čou          | Čína           | Centrifugální separace | 500                 |
| Georges Besse II | Francie        | Centrifugální separace | 7500                |
| Gronau           | Německo        | Centrifugální separace | 4,100               |
| Ratnahalli       | Indie          | Centrifugální separace | 4,5                 |
| Natanz           | Írán           | Centrifugální separace | 11,5                |
| Fordo            | Írán           | Centrifugální separace | 0,9                 |
| Ningjó-tóge      | Japonsko       | Centrifugální separace | 200                 |
| Rokkašo          | Japonsko       | Centrifugální separace | 1050                |
| Jongbjon         | KLDR           | Centrifugální separace | 8                   |
| Tongčchang       | KLDR           | Centrifugální separace | ?                   |
| Almelo           | Nizozemsko     | Centrifugální separace | 5400                |
| Almelo           | Nizozemsko     | Centrifugální separace | 750                 |
| Kahuta           | Pákistán       | Centrifugální separace | 5                   |
| Novouralsk       | Rusko          | Centrifugální separace | 10000               |
| Seversk          | Rusko          | Centrifugální separace | 3000                |
| Zelenogorsk      | Rusko          | Centrifugální separace | 8700                |
| Angarsk          | Rusko          | Centrifugální separace | 2600                |
| Capenhurst       | Velká Británie | Centrifugální separace | 4900                |
| Lea County       | USA            | Centrifugální separace | 4600                |
| Lea County       | USA            | Centrifugální separace | 700                 |

| Legenda: | v provozu | uzavřen | ve výstavbě | plánován |